# (8668) Satomimura
(8668) Satomimura est un astéroïde de la ceinture principale.

## Description
(8668) Satomimura est un astéroïde de la ceinture principale. Il fut découvert le 16 avril 1991 à Kiyosato par Satoru Ōtomo et Osamu Muramatsu. Il présente une orbite caractérisée par un demi-grand axe de 2,42 UA, une excentricité de 0,10 et une inclinaison de 11,1° par rapport à l'écliptique.